# Mathiness
Mathiness es un término acuñado por Paul Romer como una etiqueta para identificar el mal uso de las matemáticas en el análisis económico. Un economista comprometido con las normas de la ciencia usaría un razonamiento matemático que ayudara a comprender y clarificar el análisis económico. Por otro lado, "mathiness" hace referencia al uso de las matemáticas para engañar, introduciendo todo tipo de supuestos poco realistas o interpretaciones poco objetivas de la realidad que llevan a resultados que el autor deseaba a priori para defender una agenda política. Las matemáticas pueden ser usadas como una pantalla de humo, complicando innecesariamente modelos económicos para ocultar otras intenciones, bien políticas o bien de mantenimiento del statu quo por parte de investigadores, dando una apariencia de ciencia exacta a una ciencia social como la Economía, con la intención de dar una imagen de estar en posesión del conocimiento absoluto, generando la idea entre la sociedad de que son determinadas políticas económicas las que deben llevarse a cabo porque un "complejo" modelo matemático así lo determina.
Romer avisa de que mathiness es distorsionar la economía:

Presentar un modelo es como hacer un truco de cartas en el que todo el mundo sabe que hay un trampa, un truco o juego de manos que nos hará ver lo que no es. No hay intención de engañar porque nadie se lo toma en serio. Tal vez nuestras normas pronto serán como las de la magia profesional; campo en el que se considera descortés, e incluso una violación de la ética, revelar cómo funciona el truco.